# سیارک ۲۶۴۷۴
سیارک ۲۶۴۷۴ (به انگلیسی: 26474 Davidsimon، نامگذاری:2000AA175)۲۶۴۷۴مین سیارک کشف شده‌است که در ۰۷ ژانویه ۲۰۰۰ کشف شد.